# Controverse sur la fluoration de l'eau
Pour un article plus général, voir Fluoration de l'eau.

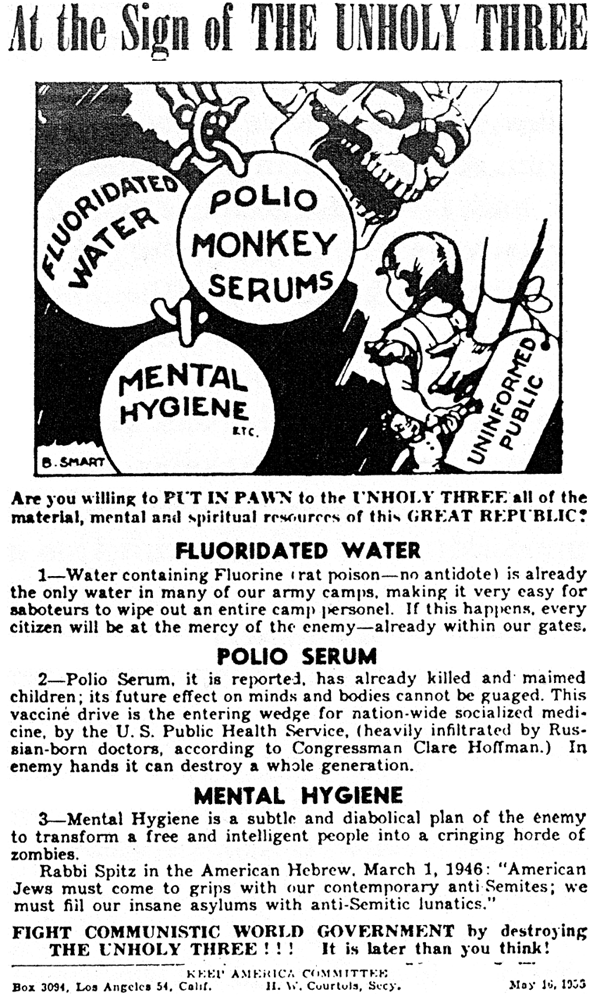
Affiche américaine datant des années 1950 contre la fluoration de l'eau et la santé publique imposée, y distinguant les prémices d'un gouvernement mondial totalitaire de type communiste.

La controverse sur la fluoration de l'eau est une contestation de la fluoration des réserves d'eau publiques qui se base sur des considérations politiques, morales, éthiques, économiques et sanitaires.

## Description
Pour les groupes défavorisés, tant dans les pays en développement que dans les pays développés, les agences internationales et nationales et les associations dentaires du monde entier soutiennent la sécurité et l'efficacité de la fluoration de l'eau. Les partisans de la fluoration de l'eau considèrent qu'il s'agit d'une question de politique de santé publique et assimilent cette question à la vaccination et à l'enrichissement alimentaire, revendiquant des avantages importants pour la santé dentaire et des risques minimaux.
En revanche, les opposants à la fluoration de l'eau la considèrent comme une violation des droits individuels, voire une violation pure et simple de l'éthique médicale, au motif que les individus n'ont pas le choix de l'eau qu'ils boivent, sauf s'ils boivent de l'eau en bouteille plus chère. Une petite minorité de scientifiques a contesté le consensus médical, affirmant diversement que la fluoration de l'eau n'a pas ou peu de bénéfices cariostatiques, qu'elle peut causer de graves problèmes de santé, qu'elle n'est pas assez efficace pour justifier les coûts et qu'elle est pharmacologiquement obsolète,,,.

## Histoire

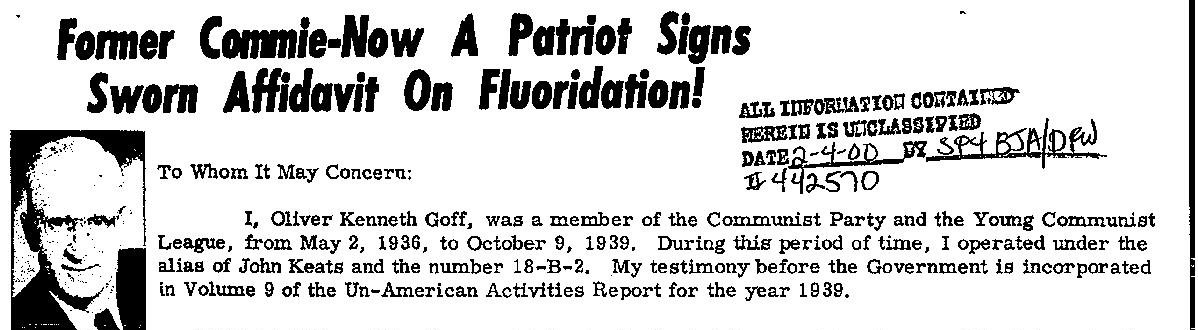
Kenneth Goff s'est opposé à la fluoration de l'eau potable

L'opposition à la fluoration existe depuis son lancement dans les années 1940.
Entre 1938 et 1944 siège une commission spéciale d’enquête dirigée par Martin Dies Jr. dans le cadre de la commission parlementaire sur les activités antiaméricaines de la Chambre des représentants des États-Unis. Kenneth Goff y témoigne que les agents communistes américains sont en faveur de la fluoration de l'eau, avec pour projet d’empoisonner toute la population si les États-Unis ne se soumettaient pas. Cette théorie complotiste est reprise au cours des années 1950 et 1960.
Ces dernières années, la fluoration de l'eau est devenue un problème sanitaire et politique courant dans de nombreux pays, ce qui a conduit certains pays et communautés à cesser de l'utiliser alors que d'autres l'ont étendue,. La controverse est alimentée par une importante opposition publique soutenue par une minorité de professionnels, parmi lesquels des chercheurs, des professionnels de la médecine et de la dentisterie, des praticiens de la médecine non conventionnelle, des adeptes de l'alimentation saine, quelques groupes religieux (principalement des scientistes chrétiens aux États-Unis) et, à l'occasion, des groupes de consommateurs et des écologistes. L'opposition politique organisée est venue des libertairiens, de la John Birch Society et de groupes comme les partis verts au Royaume-Uni et en Nouvelle-Zélande.
Les partisans et les opposants ont tous deux été critiqués pour avoir respectivement surestimé les avantages ou les risques et sous-estimé l'autre,. Des revues systématiques ont cité le manque de recherche de haute qualité sur les avantages et les risques de la fluoration de l'eau et des questions qui ne sont toujours pas résolues,,. Les chercheurs qui s'opposent à cette pratique le déclarent également. Selon un rapport du Service de recherche du Congrès de 2013 sur le fluor dans l'eau potable, ces lacunes dans la littérature scientifique sur la fluoration alimentent la controverse.
La fluoration de l'eau publique a été pratiquée pour la première fois en 1945, aux États-Unis. En 2012, 25 pays ont mis en place une fluoration supplémentaire de l'eau à des degrés divers, et 11 d'entre eux ont plus de 50 % de leur population qui boit de l'eau fluorée. Vingt-huit autres pays ont une eau naturellement fluorée, bien que dans beaucoup d'entre eux, il y existe des zones où le fluor a un taux supérieur au niveau optimal. En 2012, environ 435 millions de personnes dans le monde ont reçu de l'eau fluorée au niveau recommandé, dont 57 millions (13 %) ont reçu de l'eau naturellement fluorée et 377 millions (87 %) de l'eau artificiellement fluorée. En 2014, les trois quarts de la population américaine raccordée au réseau public d'approvisionnement en eau ont reçu de l'eau fluorée, ce qui représente deux tiers de la population américaine totale.

## Opposants notables

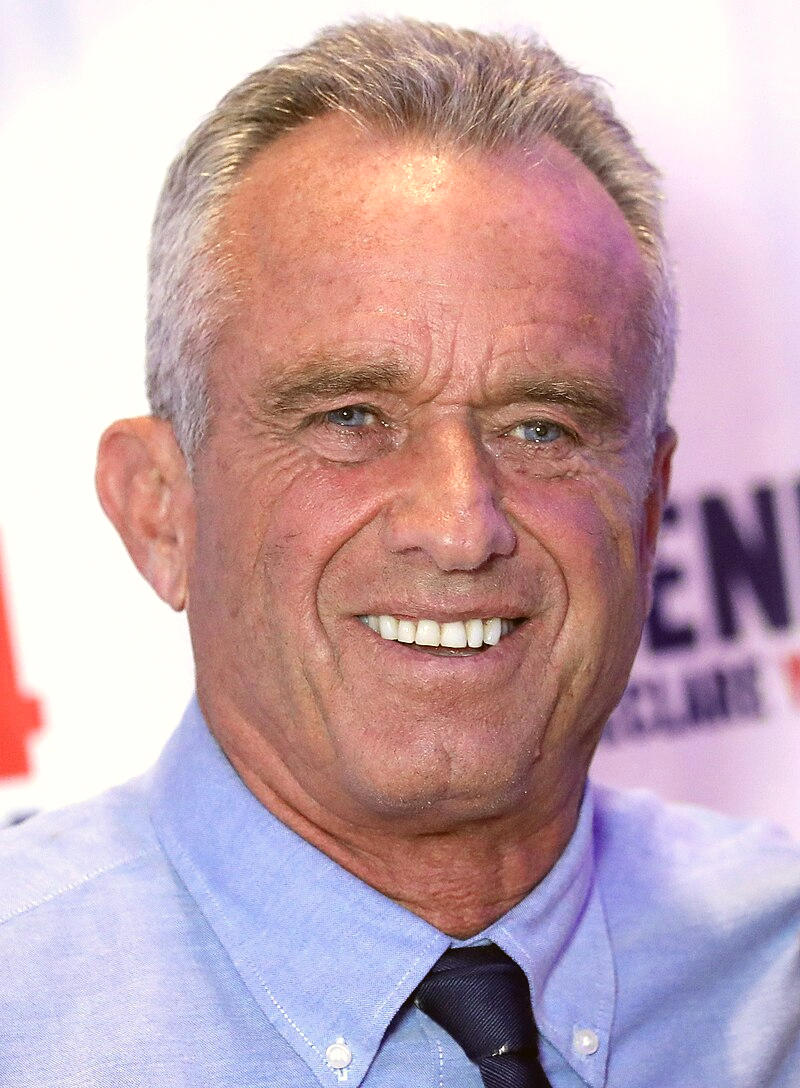
Robert Francis Kennedy Jr.

- Robert Francis Kennedy Jr.[24]
- Dean Burk, dès 1974[25],[26].